# Acanthodoris metulifera
Acanthodoris metulifera is een slakkensoort uit de familie van de Onchidorididae. De wetenschappelijke naam van de soort werd voor het eerst geldig gepubliceerd in 1905 door Bergh.